# 西戸崎駅
西戸崎駅（さいとざきえき）は、福岡県福岡市東区西戸崎一丁目にある、九州旅客鉄道（JR九州）香椎線の駅である。駅番号はJD01。同線の起点駅。愛称は「海の中道線」。粕屋炭田で採掘された石炭輸出のために建設された博多湾鉄道の石炭積出駅だった。

## 歴史
- 1904年（明治37年）1月1日：博多湾鉄道（後の博多湾鉄道汽船）の駅として開設[2]。
- 1942年（昭和17年）9月22日：博多湾鉄道汽船が5社合併して西日本鉄道を設立し[5][6]、同社糟屋線となる。
- 1944年（昭和19年）5月1日：西日本鉄道当駅 - 宇美駅間が戦時買収により国有化され運輸通信省が継承[7]。
- 1948年（昭和23年）10月：駅舎改築[8]。
- 1984年（昭和59年）2月1日：貨物取扱廃止[9]。
- 1987年（昭和62年）4月1日：国鉄分割民営化に伴い、九州旅客鉄道（JR九州）の駅となる[10]。
- 1996年（平成8年）3月29日：現駅舎に改築[8][11]。
- 2009年（平成21年）3月1日：ICカード「SUGOCA」の利用が可能となる[12]。
- 2015年（平成27年）3月14日：駅遠隔案内システム（Smart Support Station）「ANSWER」の導入に伴い無人駅化[13]。

## 駅構造
駅舎側に沿って単式ホーム2面2線を有する無人駅。ほとんどの列車は1番ホームに入線するが一部列車は2番ホームに入線する。
駅舎は延床面積135m2の鉄筋コンクリート平屋建て。全面ガラス張りで総工費5000万円は全額JR九州が負担している
。
SUGOCAの利用が可能であり、チャージや無記名SUGOCAの購入も可能である。
異常時に対応するため、香椎線で無人化される駅にはインターホン等が設置されることになった。

### のりば
| のりば | 路線   | 行先           |
| ------ | ------ | -------------- |
| 1・2   | 香椎線 | 香椎・宇美方面 |

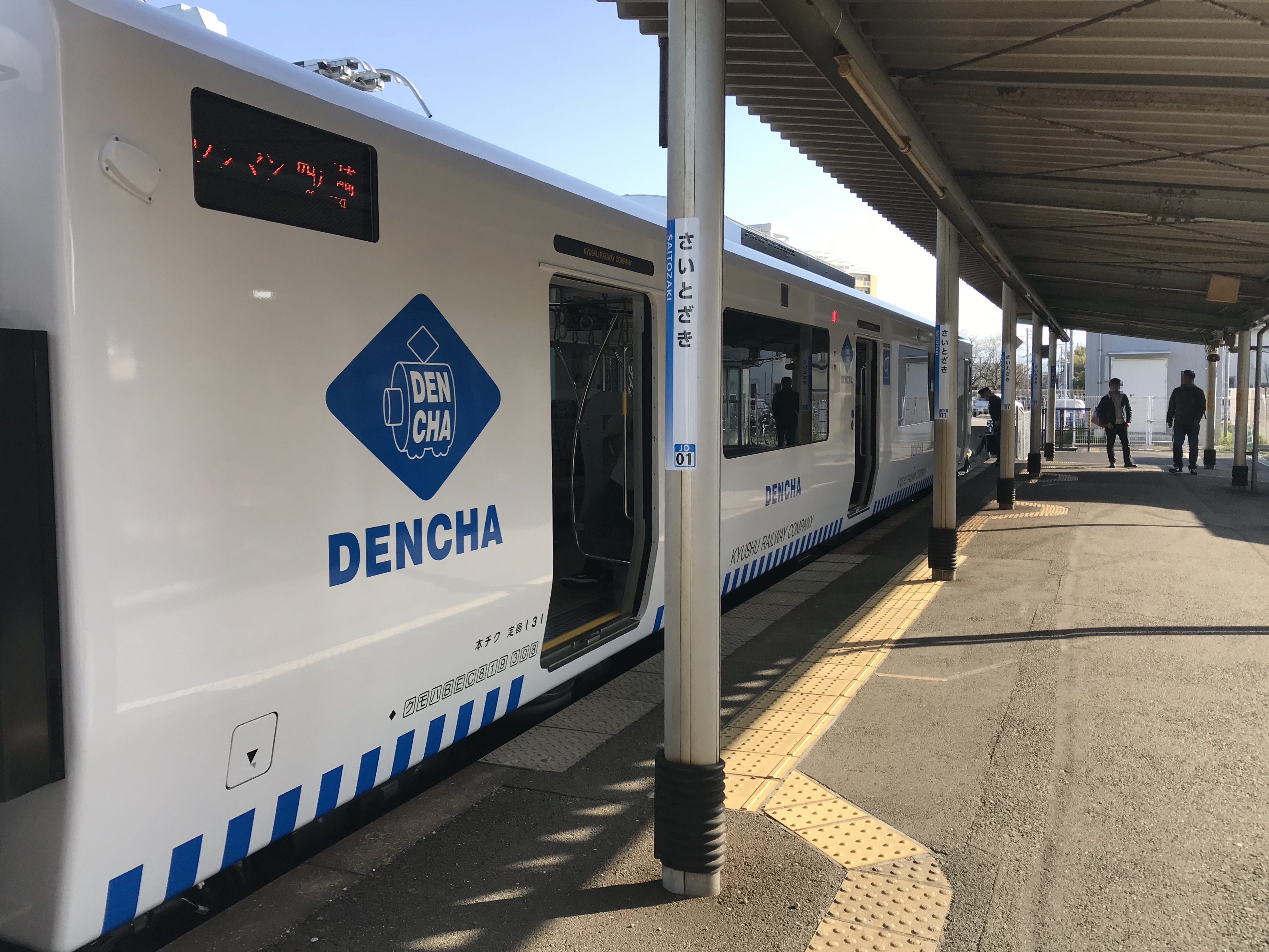
ホーム（2019年3月）
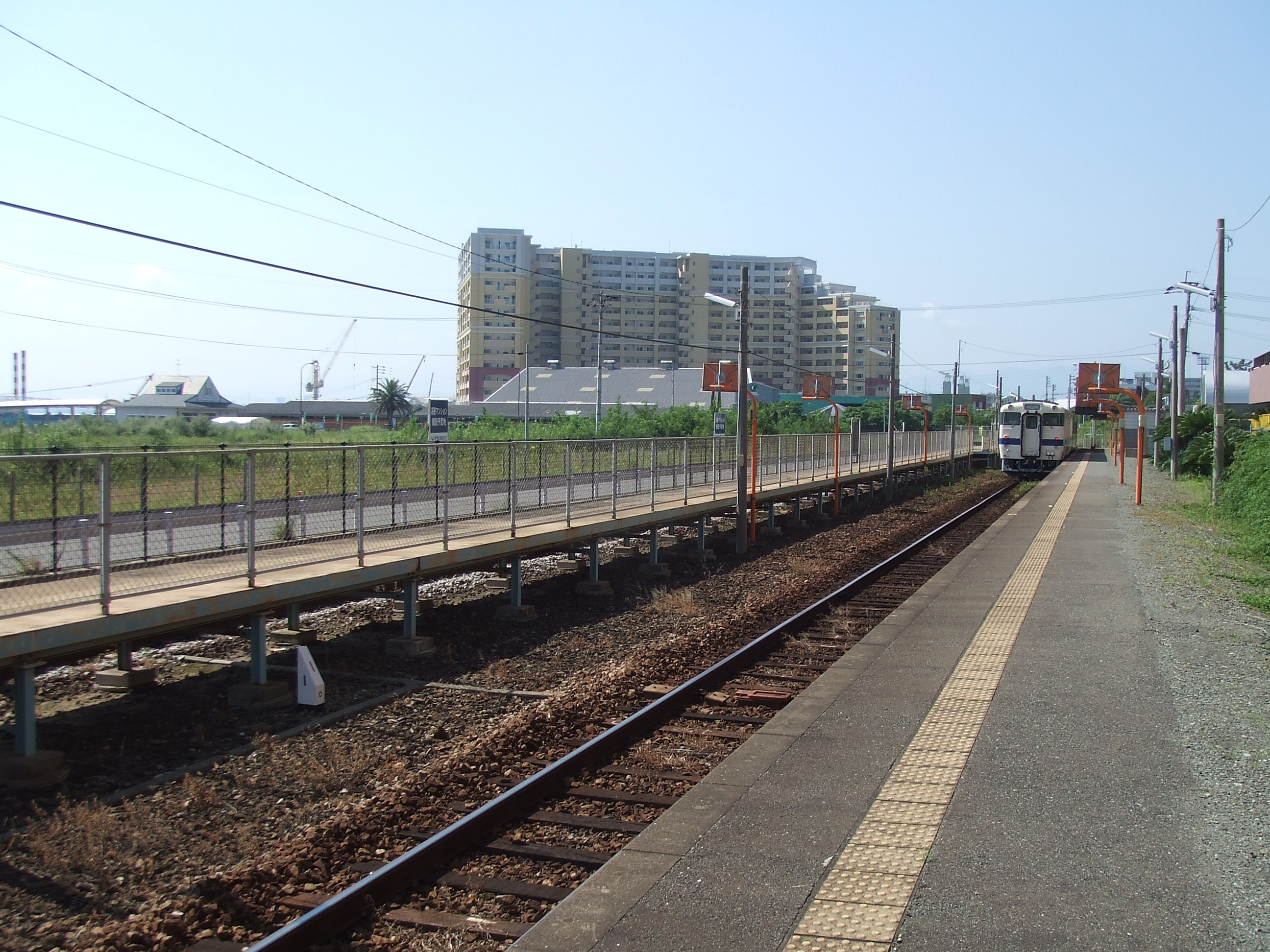
駅構内の様子（2007年8月）
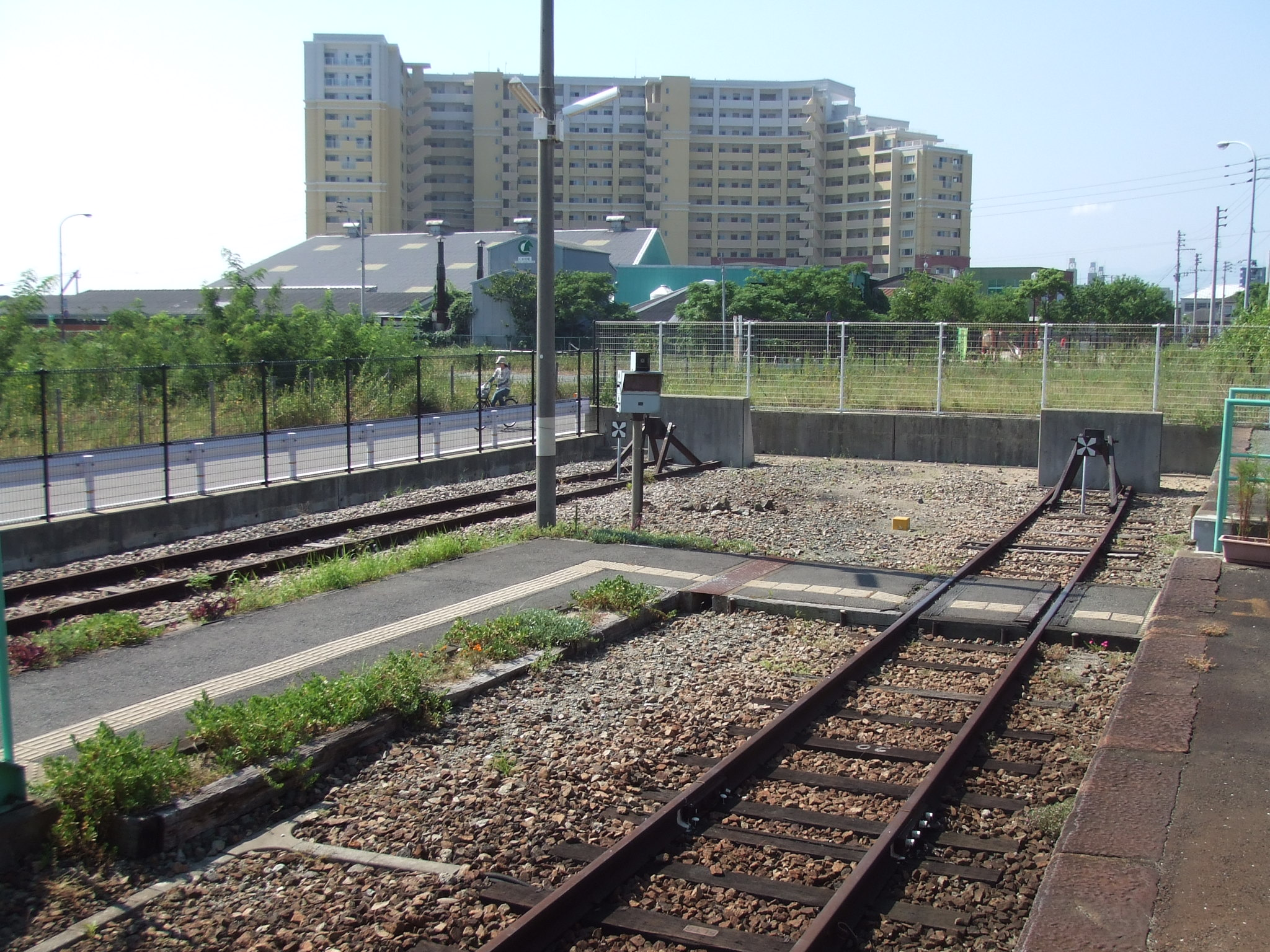
線路終端（2007年8月）
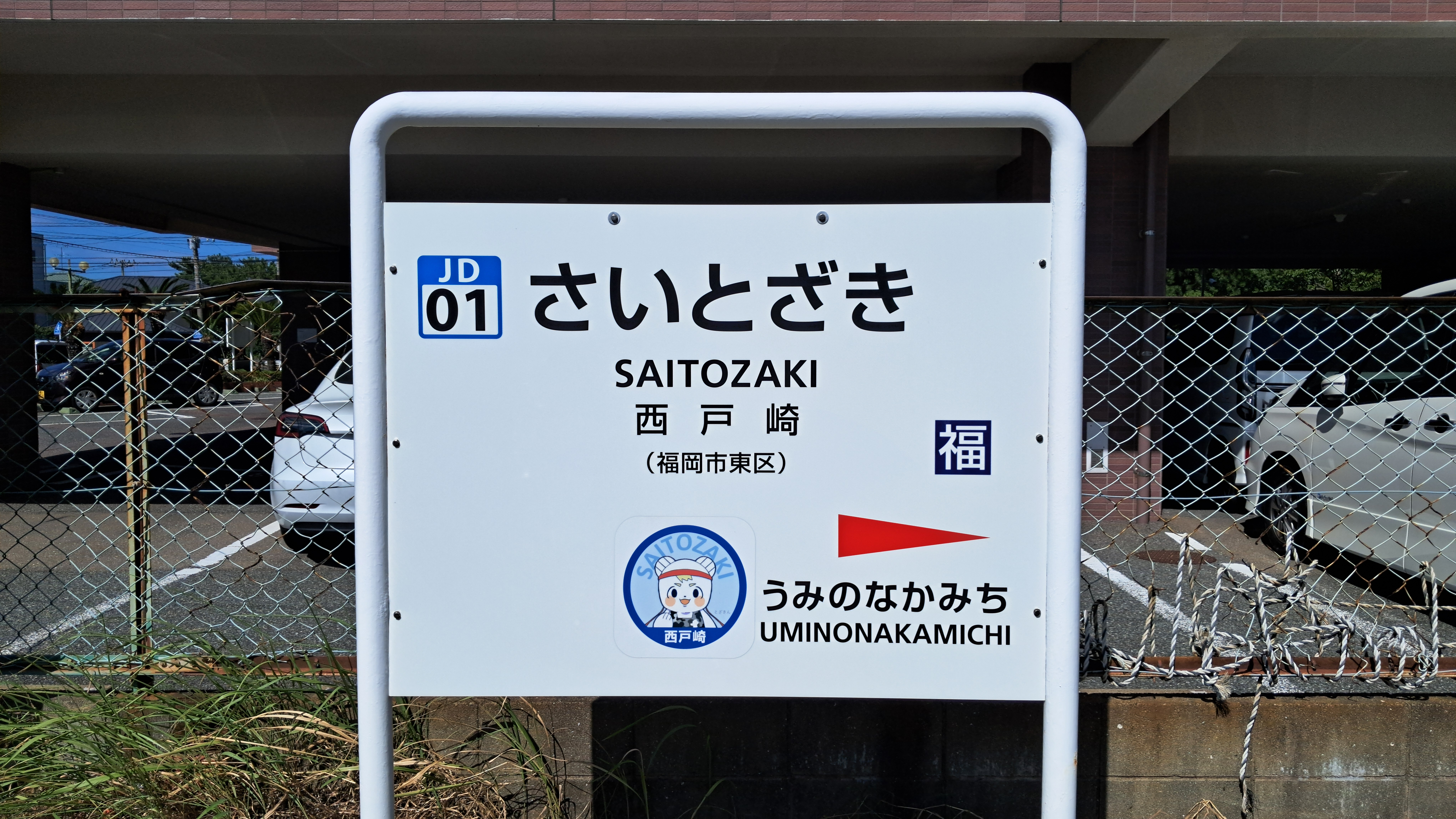
駅名標（2024年9月）

## 利用状況
2023年（令和5年）度の1日平均乗車人員は856人であり、JR九州の駅としては第178位である。
近年の1日平均乗車人員は以下の通り。
| 年度               | 1日平均 乗車人員 |
| ------------------ | ---------------- |
| 2016年（平成28年） | 838              |
| 2017年（平成29年） | 891              |
| 2018年（平成30年） | 917              |
| 2019年（令和元年） | 920              |
| 2020年（令和02年） | 646              |
| 2022年（令和 4年） | 799              |

## 駅周辺

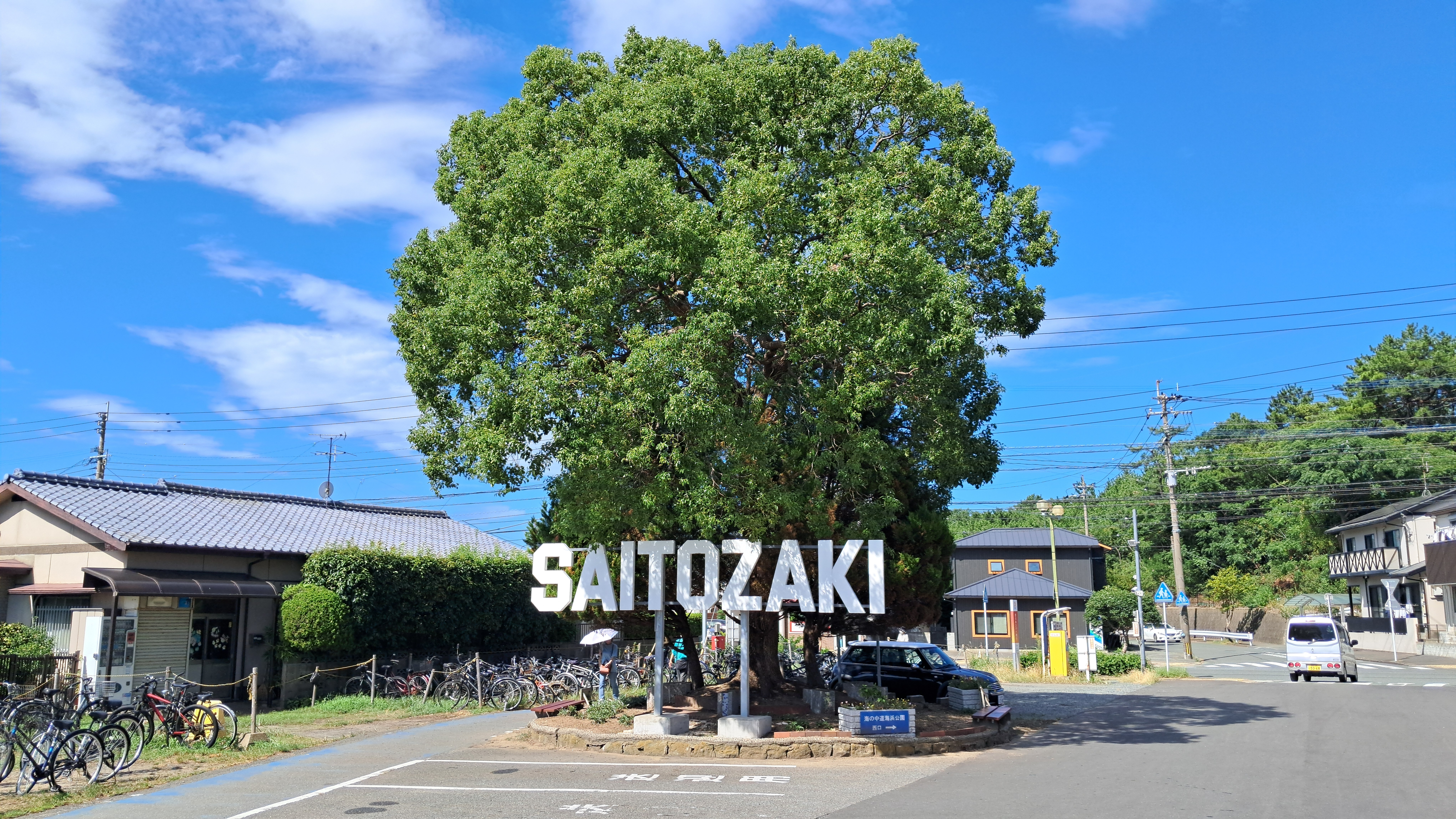
駅前にある「SAITOZAKI」立体文字

駅前は小規模な店等があり、近年はリゾート分譲マンションも幾つか供給されている。
- 福岡市営渡船・西戸崎旅客待合所
- 海の中道海浜公園
- 志賀島 - 当駅よりバスに乗換[22]。
- 西戸崎シーサイドカントリークラブ
- 福岡ソフトバンクホークス旧合宿所・旧室内練習場跡地 - 2016年に筑後市に移転し閉鎖。建物は取り壊されたが、跡地にはホークスの球団名が入った立ち入り禁止の看板がある。
- ジャパンオイルネットワーク福岡油槽所 - ロイヤル・ダッチ・シェルの日本法人「ライジングサン石油」[注釈 1]が南洋産原油を輸入して精製する西戸崎製油所を1909年（明治42年）9月に開設したが、1915年（大正4年）に操業休止した[24]。1922年（大正11年）5月に旭石油が借り受けて石油精製を開始した[25]。
- 乗馬クラブ・クレイン福岡
- 福岡マリーナ
- 西戸崎創生園
- 西戸崎神社
- 西戸崎炭鉱の記念碑があり、僅かに元は炭鉱のあった地であった事が分かるものである｡
- エンジンドック（船舶修繕業）

### バス路線
西鉄バスの「西戸崎駅前（構内）」バス停や駅前の道路上に「西戸崎駅前」バス停がある。当駅と志賀島島内を結ぶ系統や、香椎線に並行して海の中道を通る系統が発着する。
西戸崎駅前（構内）
- 1：大岳・志賀島小学校前・勝馬方面

西戸崎駅前バス停
- 25B・25I：大岳方面
- 25A：大岳・志賀島小学校前方面
- 25A：奈多・和白・都市高速（香椎ランプ経由）・天神方面
- 25B：イオンモール香椎浜・都市高速（香椎浜ランプ経由）・天神方面
- 25I：都市高速（アイランドシティランプ経由）・天神方面
- 1：西戸崎駅前（構内）行き

## 隣の駅
九州旅客鉄道（JR九州）
 香椎線
西戸崎駅（JD01） - 海ノ中道駅（JD02）